# Abigail Williams
Gli Abigail Williams sono un gruppo musicale symphonic black metal originario di Phoenix (Arizona), attualmente residente a New York.

## Storia e stile musicale
La band ha subito stressanti cambiamenti di formazione durante la propria carriera. Dopo il tour per presentare In The Shadow Of Thousand Suns, il cantante e chitarrista, nonché fondatore del gruppo, Ken Sorceron rimase l'unico membro originale. Da lì la band ha cambiato il proprio stile musicale, allontanandosi sempre gradualmente dal background metalcore e deathcore dei primi lavori, arrivando ad un sound più nettamente black metal.
Il nome della band fa riferimento ad Abigail Williams, ragazza vissuta nel XVIII secolo, ritenuta vittima di stregoneria e coinvolta, in qualità di principale accusatrice, nei processi alle streghe di Salem.

## Discografia

### Album di studio
- 2008 - In the Shadow of a Thousand Suns
- 2010 - In the Absence of Light
- 2012 - Becoming
- 2015 - The Accuser
- 2019 - Walk Beyond the Dark

### EP
- 2006 - Legend
- 2009 - Tour 2009 EP

### Demo
- 2005 - Gallow Hill

## Videografia
- "Into the Ashes" (2008)

## Formazione

### Formazione attuale
- Ken Sorceron – voce, chitarra ritmica (since 2004)
- Ian Jekelis – chitarra solista (since 2009)
- Ken Bedene – batteria (since 2009), basso (2009)

### Passata
- Bjorn Dannov – chitarra (2005–2009)
- Thomas G. Plaguehammer – chitarra basso (2007–2009)
- Zach Gibson – batteria (2006, 2007)
- Ariosh Eriaku – chitarra basso (2004)
- Jason Kowalski – batteria (2005)
- Kristen Randall – tastiere (2007)
- Andy Shroeder – batteria (2005–2006)
- Tom Brougher – basso (2005)
- Mark Kozuback – basso (2005–2006)
- Kyle Dickinson – basso (2006)
- Jordan Jackson – basso (2007)
- Connor Woods – voce (2005–2006)
- Ashley Ellyllon – tastiere (2005–2008)
- Brad Riffs – chitarra (2006)
- Mike Wilson – chitarra (2007–2009)
- Sam "Samus" Paulicelli – batteria (2008–2009)
- Alana Potocnik – tastiere (2009)
- Tristan McCann – basso (touring) (2009)